# Марсель Ле Пікар
Марсель Ле Пікар (англ. Marcel Le Picard, 1887–1952) — французький кінооператор, відомий своєю роботою над американськими фільмами.  З 1916 по 1953 рік був оператором близько 200 фільмів. Він багато працював у малобюджетних студія таких як Republic Pictures, Monogram Pictures та Producers Releasing Corporation.

## Вибрана фільмографія
- The Outlaw's Revenge (1915)
- Дочка богів (1916)
- Day Dreams (1919)
- Through the Wrong Door (1919)
- Leave It to Susan (1919)
- Water, Water, Everywhere (1920)
- Cyclone Jones (1923)
- I Am the Man (1924)
- White Mice (1926)
- The Broadway Boob (1926)
- Back to Liberty (1927)
- His Rise to Fame (1927)
- Combat (1927)
- The Winning Oar (1927)
- The Broadway Drifter (1927)
- Inspiration (1928)
- The Legion of Missing Men (1937)
- The Shadow Strikes (1937)
- Man from Texas (1939)
- The Golden Trail (1940)
- Roll Wagons Roll (1940)
- Invisible Ghost (1941)
- Bowery Blitzkrieg (1941)
- Murder by Invitation (1941)
- Silver Stallion (1941)
- The Pioneers (1941)
- Gentleman from Dixie (1941)
- Riot Squad (1941)
- Miss V from Moscow (1942)
- Phantom Killer (1942)
- The Panther's Claw (1942)
- The Yanks Are Coming (1942)
- One Thrilling Night (1942)
- Submarine Base (1943)
- The Girl from Monterrey (1943)
- Закон долини (1944)
- Примарні стволи (1944)
- Voodoo Man (1944)
- A Fig Leaf for Eve (1944)
- What a Man! (1944)
- Shadow of Suspicion (1944)
- Стежка в Навахо (1945)
- Втрачений слід (1945)
- Гарматний дим (1945)
- Gangs of the Waterfront (1945)
- A Sporting Chance (1945)
- Forgotten Women (1949)
- Jet Job (1952)

## Зовнішні посилання
- Марсель Ле Пікар на сайті IMDb (англ.)